# Karl von Konstanz
Karl(mann) von Konstanz (1069 erstmals erwähnt; † 27. Dezember 1071 in Magdeburg) war von 1070 bis 1071 Bischof von Konstanz.

## Leben und Wirken
Karls Geburtsdatum und seine familiäre Herkunft sind unbekannt. Bevor er den Konstanzer Bischofsstuhl bestieg, war er zunächst Domherr zu Magdeburg, Propst auf der Harzburg und vermutlich auch Stiftsherr von St. Simon und Juda in Goslar.
1069 wurde er von Heinrich IV. zum Bischof von Konstanz bestimmt und trotz des Protests des Konstanzer Domkapitels im Februar 1070 vom König in sein Amt eingesetzt. Die Konstanzer Domherren weigerten sich jedoch hartnäckig, den ihnen vom König aufgezwungenen Karl als ihren Bischof anzuerkennen und wählten stattdessen den Konstanzer Domkanoniker Siegfried zum Nachfolger von Bischof Rumold von Konstanz. Auch Erzbischof Siegfried von Mainz verweigerte dem unter dem Verdacht der Simonie stehenden Karl die Bischofsweihe. Die Konstanzer Domherren griffen den Vorwurf der Simonie auf und wandten sich damit an Papst Alexander II., der den Fall jedoch an eine Reichssynode verwies, die auf päpstliche Anordnung im August 1071 in Mainz zusammentrat. Karl bestritt auf der Mainzer Synode zwar vehement die ihm zur Last gelegten Verfehlungen, verzichtete jedoch freiwillig auf sein Amt und gab dem König Ring und Stab zurück.
Nach seiner Resignation kehrte er in die Diözese Magdeburg zurück und verstarb dort am 27. Dezember 1071.